# Hosakote, Pandavapura
Hosakote là một làng thuộc tehsil Pandavapura, huyện Mandya, bang Karnataka, Ấn Độ.